# 주지마
<주지마>는 2018년 4월 21일 KBS2의 프로그램 건반 위의 하이에나에서 발매한 화사, 로꼬의 콜라보 노래 제목이다.

## 개요
《주지마》는 2018년 4월 21일 KBS 2TV에서 방영한 《건반 위의 하이에나》프로그램에서 로꼬와 화사, WOOGIE가 함께 만든 곡 제목으로  앨범《건반 위의 하이에나 Part.4》1번 트랙에 수록 되어있다.
발매 이전부터 방송을 통해 보여진 작업기를 통해서 많은 관심을 얻었으며, 발매된 이후에도 뛰어난 성적을 얻은 곡이다.

## 기록

### 퍼펙트 올킬
2018년 4월 23일 6개 사이트 일간 차트, 실시간 차트 1위, iChart 주간 누적 1위

### 주간 차트
| 가온 주간 차트 (2018)         | 최고 순위 |
| ----------------------------- | --------- |
| 대한민국 (가온 디지털 차트)   | 1위       |
| 대한민국 (가온 다운로드 차트) | 1위       |
| 대한민국 (가온 스트리밍 차트) | 1위       |

- 스트리밍 차트 2018년 17주, 18주, 19주, 20주차 1위
- 디지털 차트 2018년 17주, 18주, 19주, 20주차 1위
- 빌보드코리아 K-POP 100차트 3주 연속 1위

### 월간 차트
| 가온 월간 차트 (2018)         | 최고 순위 |
| ----------------------------- | --------- |
| 대한민국 (가온 디지털 차트)   | 1위       |
| 대한민국 (가온 다운로드 차트) | 4위       |
| 대한민국 (가온 스트리밍 차트) | 1위       |

- 5월 Melon 5월 월간 차트 1위
- 5월 지니뮤직 5월 월간 차트 1위
  - 《그 외 기록》
- 누적 1억 스트리밍  달성
- 2018 멜론 뮤직 어워드 핫트렌드상

## 관련 영상
| 채널명        | 영상 이름                                   | 링크 |
| ------------- | ------------------------------------------- | ---- |
| KBS Entertain | 건반 위의 하이에나 - '주지마' 무대 최초공개 | LIVE |
| AOMGOFFICIAL  | 주지마 (Above Live)                         | LIVE |
| KBS World     | 로꼬&화사 - 주지마 뮤직뱅크 무대            | LIVE |
| KBS Kpop      | 로꼬&화사 - 주지마 뮤직뱅크 무대            | LIVE |

1. ↑  PK 달성
2. ↑  2018년 가온 주간 차트
  - “2018년 17주차 디지털 차트”. 《가온 차트》. 한국음악콘텐츠협회. 2021년 1월 21일에 확인함.
  - “2018년 17주차 다운로드 차트”. 《가온 차트》. 한국음악콘텐츠협회. 2021년 1월 21일에 확인함.
  - “2018년 17주차 스트리밍 차트”. 《가온 차트》. 한국음악콘텐츠협회. 2021년 1월 21일에 확인함.
3. ↑  2018년 가온 월간 차트
  - “2018년 5월 디지털 차트”. 《가온 차트》. 한국음악콘텐츠협회. 2021년 1월 21일에 확인함.
  - “2021년 5월 다운로드 차트”. 《가온 차트》. 한국음악콘텐츠협회. 2021년 1월 21일에 확인함.
  - “2018년 5월 스트리밍 차트”. 《가온 차트》. 한국음악콘텐츠협회. 2020년 8월 17일에 확인함.